# Вигорлат (гора)
Выгорлат, Вигорлат (словац. Vihorlat) — гора вулканического происхождения в Словакии, самая высокая в одноименном хребте. Высота — 1076 метров. Закрыта для посещения туристами.
Образует северо-западный конец протяженного Выгорлат-Гутинского хребта. Позднеплиоценовый вулкан слагают андезиты и их пирокласты. Диаметр 10 км. Вулкан представляет собой  сложную совокупность нескольких  питающих каналов и лавовых комплексов, переслаивающихся с пирокластами.